# Tineke den Dulk
Tineke den Dulk, nota anche con il soprannome Tinus (Leeuwarden, 5 luglio 1997), è una pattinatrice di short track olandese e belga.

## Biografia
È nata e cresciuta a Leeuwarden in provincia di Frisia, nei Paesi Bassi. Ha studiato letteratura inglese presso l'Università di Groninga. Nel 2021 ha iniziato a frequentare un master in studi cinematografici e cultura visiva presso l'Università di Anversa.

### Carriera

#### Nazional olandese
Ha iniziato a praticare lo short trak all'età di 10 anni. In seguito è entrata nelle giovanili della nazionale olandese, per poi approdare nella squadra seniores.
È stata convocata agli europei di Dordrecht 2019 ha ottenuto il titolo continentale per i Paesi Bassi nella staffetta 3.000 metri, assieme a Rianne de Vries, Suzanne Schulting, Yara van Kerkhof e Lara van Ruijven.

#### Nazionale belga
Nel corso del 2019 si è trasferita ad Hasselt, in Belgio ed ha cominciato ad allenarsi per la nazionale belga, con cui ha esordito nel 2021. L'idea di cambiare la nazionale è venuta dopo una proposta della pattinatrice belga Hanne Desmet. Si è convinta dopo aver parlato con l'ex allenatore nazionale belga Pieter Gysel ed il presidente della federazione belga.
Agli europei di Danzica 2023 ha vinto l'argento nella staffetta 2000 m mista, con i compagni Hanne Desmet, Stijn Desmet, Ward Pétré, Alexandra Danneel e Adriaan Dewagtere.

## Palmarès

### Paesi Bassi
- Europei

Dordrecht 2019: oro nella staffetta 3000 m;

### Belgio
- Europei

Danzica 2023: argento nella staffetta 2000 m mista;
Danzica 2024: bronzo nella staffetta 2000 m mista;